# Saint-Lumine-de-Clisson

Localització de Saint-Lumine-de-Clisson

Saint-Lumine-de-Clisson (en bretó Sant-Leven-Klison) és un municipi francès, situat a la regió de país del Loira, al departament de Loira Atlàntic, que històricament ha format part de la Bretanya. L'any 2006 tenia 1.773 habitants. Limita amb els municipis de Maisdon-sur-Sèvre al nord, Monnières, Gorges, Saint-Hilaire-de-Clisson, Remouillé i Aigrefeuille-sur-Maine.

## Demografia
| Evolució de la població Cassini i INSEE |       |       |       |       |      |       |       |       |
| 1793                                    | 1800  | 1806  | 1821  | 1831  | 1836 | 1841  | 1846  | 1851  |
| 3.000                                   | 1.361 | 1.126 | 1.321 | 1.321 | -    | 1.328 | 1.285 | 1.290 |

| 1856  | 1861  | 1866  | 1872  | 1876  | 1881  | 1886  | 1891  | 1896  |
| ----- | ----- | ----- | ----- | ----- | ----- | ----- | ----- | ----- |
| 1.314 | 1.354 | 1.366 | 1.306 | 1.280 | 1.284 | 1.274 | 1.263 | 1.146 |

| 1901  | 1906  | 1911  | 1921 | 1926 | 1931 | 1936 | 1946 | 1954 |
| ----- | ----- | ----- | ---- | ---- | ---- | ---- | ---- | ---- |
| 1.122 | 1.125 | 1.073 | 982  | 948  | 959  | 956  | 891  | 968  |

| 1962 | 1968  | 1975 | 1982  | 1990  | 1999  | 2006 | 2011 | 2016 |
| ---- | ----- | ---- | ----- | ----- | ----- | ---- | ---- | ---- |
| 956  | 1.013 | 997  | 1.189 | 1.255 | 1.348 | -    | -    | -    |

| 2019 | - | - | - | - | - | - | - | - |
| ---- | - | - | - | - | - | - | - | - |
| -    | - | - | - | - | - | - | - | - |

## Administració
| Període   | Identitat          | Partit |
| --------- | ------------------ | ------ |
| 2001-2008 | Pierre Pallac      |        |
| 2008-     | Christian Hervouet |        |